# Державна рада
Держа́вна ра́да — у низці країн (у минулому й тепер) назва державних органів різної компетенції:
- Державна рада Великого князівства Литовського
- Державна Рада Греції
- Державна Рада Кореї
- Державна Рада Республіки Крим
- Державна Рада Російської імперії
- Державна Рада Удмуртської Республіки
- Державна Рада Японії
- Державна рада (Франція)